# Тихоокеански златни вивак
Тихоокеански златни вивак (лат. Pluvialis fulva) је птица селица која се гнезди у летњем периоду на Аљасци и у Сибиру. Током сезоне негнежђења, ова птица средње величине из породице жалара мигрира широко преко Пацифика.

## Таксономија
Тихоокеански златни вивак је формално описао 1789. године немачки природњак Јохан Фридрих Гмелин у свом ревидираном и проширеном издању дела Карла фон Линеа „Systema Naturae“ . Сврстао га је са осталим вивцима у род лат. Charadrius и сковао биномско име лат. Charadrius fulvus. Гмелин је свој опис засновао на „жућкастом вивку“ кога је 1785. године описао енглески орнитолог Џон Латам на основу примерака са Тахитија. Тихоокеански златни вивак се сада сврстава у род лат. Pluvialis који је увео француски зоолог Матирен Жак Брисон 1760. године. Име рода је латинског порекла и значи киша, од речи лат. pluvia, што значи „киша“. Веровало се да цу се вивци окупљали када је киша била на помолу. Специфични епитет лат. fulva је такође из латинског и значи „смеђкаст“ или „жућкасто-смеђ“. Врста је монотипска: нису препознате подврсте.

## Опис
Одрасли су око 25 цм дугачки са просечним распоном крила од 61 цм. Када су најлакши, без масти, птице теже око 135 гр. У марту птице почињу да добијају на тежини. Пре него што оду на своја арктичка места за размножавање, птице теже око 200 гр.
У гнездећем перју, мужјак је златне и црне боје на круни, леђима и крилима. Лице и врат су црни са белим оквиром, груди су црне, а сапи тамне. Кљун је црн, ноге су сиве до црне. Женка је слична мужјаку, али груди су црне и пегаве и много мање изражене.
У негнездећем перју, полови изгледају идентично. Црна боја на лицу и грудима, оивичена белом, замењена је тамносмеђим, сивим и жућкастим шарама и светлијим доњим деловима тела.
Прелазак на гнездеће перје  почиње у марту и априлу, пре миграције. Митарење до негнездећег перја почиње на Арктику током инкубације јаја.
Паперјасти пилићи су златне и црне боје на глави и леђима са беличасто-жутим доњим делом тела. Ноге и стопала су величине одрасле јединке при излегању.
Сличне птице су златни вивак, лат. Pluvialis apricaria, и амерички златни вивак, лат. Pluvialis dominica. Тихоокеански златни вивак је сличнији америчком златном вивку, са којим је некада сматран малим златним вивком.Тихоокеански златни вивак је виткији од америчког златног вивка, има дуже ноге и обично има више жуте боје на леђима.

## Распрострањеност и станиште
Тихоокеански златни вивак је селица и размножава се током маја, јуна и јула на Аљасци и у Сибиру. Мигрира на југ ка Азији, Аустралазији и пацифичким острвима у августу и септембру и остаје до априла или маја. Ретка је врста луталица у западној Европи.
Иако је обалска птица, тихоокеански златни вивак се храни углавном у унутрашњости, преферирајући отворене просторе са кратком вегетацијом. Током сезоне парења, арктичка тундра обезбеђује инсекте и бобице за храну, као и ефикасну камуфлажу за избегавање предатора.
На Хавајима, тихоокеански златни вивак, локално познате као kōlea, изузетно су се прилагодиле људском присуству и људским изменама природног окружења, укључујући дворишта, паркове, гробља, кровове, пашњаке и терене за голф. Пошто су kōlea верне свом станишту, свака птица се враћа на исту територију и брани је из године у годину, што резултира тиме да људи са посебним интересовањем посматрају долазак и одлазак kōlea. Неки посматрачи дају имена и хране своје птице, а неке птице постају питоме у близини својих старатеља. Најстарија забележена kōlea је живела најмање 21 годину и 3 месеца; њена старост није била позната приликом прстеновања.
Кōlea су предмет научног пројекта за грађане Хавајског друштва Аудубон под називом Kōlea Coun, www.koleacount.org. Навика птица да се сваке године враћају на исту територију омогућава научницима на Хавајима да причврсте сићушне геолокаторске уређаје на нивоу светлости на птице и да их следеће године пронађу на истој локацији. Таква истраживања су показала да су птице прешле 4.828 км директан лет између Аљаске и Хаваја за 3–4 дана.
Тихоокеански златни вивак се окупљају у јата неколико дана пре миграције на север и лете на висинама од око 910 м до чак 4.900 м. Неке птице не мигрирају. То су обично јединке старе годину дана, старије, повређене јединке или птице без довољних резерви масти за путовање.

## Понашање и екологија

### Гнежђење
Тихоокеански златни вивак се гнезди у арктичким тундрама Сибира и западне Аљаске. Мужјаци обично стижу први, могуће је да се сваке године враћају на исту територију и бране је. Постоји могућност да неки мужјаци и женке долазе у пару. Женке су примећене како траже партнере за парење у тундри. Мужјак гради гнездо од лишајева, маховине и трава, у плитким удубљењима на земљи на сувом отвореном простору. Женка полаже 4 јаја, жућкасте боје са црним и смеђим мрљама. И мужјак и женка деле инкубацију, бригу о младунцима и одбрану од лисица и птичјих предатора.
Убрзо након излегања, птићи напуштају гнездо да би се хранили, враћајући се родитељима да потраже топлину и склониште. Када младунци буду способни за лет око 26-28 дана након излегања, мужјак и женка почињу да мигрирају на југ. Женке обично одлазе прве. Јата младунаца остају, што понекад чини миграцију чак и у октобру и новембру, у зависности од арктичког времена. Птице у првој години мигрирају инстинктивно, суочавајући се са хировима времена током својих дугих летова ка југу. Када стигну, морају се међусобно такмичити и са одраслим јединкама за подручје тражења хране.

### Исхрана и храњење
Храни се у тундри, покошеној трави, плажама и водоплавним равницама, једући готово све што гмиже, укључујући инсекте, пауке, мекушце, ракове и мале гмизавце, као и бобице, лишће и семе. Темпо тражења хране је поновљени трк-стани-кљуцај. Већина птица које зимују храни се појединачно унутар утврђене територије. Нетериторијалне птице се хране у растреситим групама.
Црвена листа угрожених врста IUCN-а од 01.10.2016. године оцењује пацифичког златног зујка као врсту као најмање угрожени таксон на глобалном нивоу. Међутим, тренд популације опада, а главна претња је глобално померање станишта и измене услед климатских промена и тешких временских услова.